# Dancing (film)
Pour plus de détails, voir Fiche technique et Distribution.
Dancing est un film français de Patrick Mario Bernard, Pierre Trividic et Xavier Brillat sorti en 2003.

## Synopsis
René, artiste, vit avec son compagnon dans un ancien dancing de Bretagne. Peu à peu, il en vient à penser que quelque chose, quelque part du côté de la cave, se trame. À mesure que le temps passe, il éprouve de plus en plus de difficultés à se concentrer, à ignorer ces images qui l’obsèdent. L’inimaginable se produit alors : face à lui, son double apparaît. Et il est curieusement accoutré.

## Fiche technique
- Titre : Dancing
- Titre original : Dancing
- Réalisation : Patrick Mario Bernard, Pierre Trividic et Xavier Brillat
- Scénario : Patrick Mario Bernard, Pierre Trividic
- Production : Patrick Sobelman
- Sociétés de production : Ex nihilo, Arte France Cinéma, Mikros Image
- Musique : Gérard Grisey
- Pays d'origine :  France
- Format : couleur
- Genre : drame, fantastique
- Durée : 93 minutes
- Date de sortie : 30 avril 2003 (France)
- Interdit aux moins de 12 ans

## Distribution
- Patrick Mario Bernard : René Bernard et son double
- Pierre Trividic : Patrick Kérisit et son double
- Jean-Yves Jouannais : Maurice et ses doubles
- Peter Bonke : Arne Nygren
- Bernard Binet : le médecin

## Distinctions
- Prix de la presse aux 8e rencontres internationales de cinéma à Paris

## Autour du film
- Les auteurs ont été remarqués par ailleurs pour un documentaire consacré à H.P. Lovecraft : le Cas Lovecraft ; ils ont également réalisé Ceci est une pipe et Une famille parfaite